# Living in a Box
Living in a Box britanski je glazbeni sastav osnovan 1985. u Sheffieldu.
Najpopularniji singl „Living in a Box” objavljen je na prvom albumu Living in a Box iz 1987., a dvije godine nakon njega album Gatecrashing s kojeg su zabilježena dva singla: „Blow the House Down” i „Room in Your Heart”. Sastav se razišao 1990., za vrijeme produkcije trećeg studijskog albuma. Danas povremeno nastupaju uživo.

## Diskografija

### Studijski albumi
- Living in a Box (1987.)
- Gatecrashing (1989.)

### Kompilacije
- The Best of Living in a Box (1999.)
- The Very Best of Living in a Box (2003.)

## Vanjske poveznice
- Stranice sastava